# Faucaria subintegra
Faucaria subintegra, és una espècie de planta suculenta que pertany a la família de les aïzoàcies. És originària de Sud-àfrica.

## Descripció
És una petita planta suculenta perennifòlia que assoleix una grandària de 4 cm d'altura a una altitud de 340 - 580 metres i creix concretament a la província sud-africana del Cap Oriental entre els rius Keiskamma i Chalumna.

Creix en forma de roseta sobre una curta tija d'arrels carnoses. Cada roseta està composta entre 6 o 8 fulles decusades i gruixudes, gairebé semicilíndriques a la zona basal on es tendeix a convertir en aquillades cap a la meitat, són de forma romboïdal o entre espatulada i una mica allargada a lanceolada, en els marges posseeixen uns agullons cartilaginosos molt corbats cap a l'interior i freqüentment amb arestes.

## Taxonomia
Faucaria subintegra va ser descrit per Harriet Margaret Louisa Bolus i publicat a Notes Mesembrianthemum 2: 449. 1934.
Etimologia
Faucaria: nom genèric que deriva de la paraula fauces = "boca" en al·lusió a l'aspecte de boca que tenen les fulles de la planta.
subintegra: epítet llatí que significa "gairebé sencera"
Sinonímia
- Faucaria subindurata L.Bolus (1934)[5]